# Polycera
Polycera Cuvier, 1817 è un genere di molluschi nudibranchi della famiglia Polyceridae.

## Tassonomia
Il genere comprende le seguenti specie:
- Polycera abei (Baba, 1960)
- Polycera alabe Collier & Farmer, 1964
- Polycera anae Pola, Sánchez-Benítez & Ramiro, 2014
- Polycera atra MacFarland, 1905
- Polycera aurantiomarginata García-Gómez & Bobo, 1984
- Polycera aurisula Er. Marcus, 1957
- Polycera capensis Quoy & Gaimard, 1824
- Polycera chilluna Er. Marcus, 1961
- Polycera elegans (Bergh, 1894)
- Polycera faeroensis Lemche, 1929
- Polycera fujitai Baba, 1937
- Polycera hedgpethi Er. Marcus, 1964
- Polycera herthae Ev. Marcus & Er. Marcus, 1963
- Polycera hummi Abbott, 1952
- Polycera janjukia Burn, 1962
- Polycera japonica Baba, 1949
- Polycera kaiserae Hermosillo & Valdés, 2007
- Polycera maculata Pruvot-Fol, 1951
- Polycera maddoxi M. C. Miller, 2005
- Polycera manzanilloensis Ortea, Espinosa & Camacho, 1999
- Polycera marplatensis Franceschi, 1928
- Polycera melanosticta M. C. Miller, 1996
- Polycera norvegica Sørensen, Rauch, Pola & Malaquias, 2020
- Polycera odhneri Er. Marcus, 1955
- Polycera parvula (Burn, 1958)
- Polycera picta Risbec, 1928
- Polycera priva Er. Marcus, 1959
- Polycera quadrilineata (O.F. Müller, 1776)
- Polycera risbeci Odhner, 1941
- Polycera rycia Er. Marcus & Ev. Marcus, 1970
- Polycera tricolor Robilliard, 1971
- Polycera xicoi Ortea & Rolán, 1989